# بيل ارين (صحفي)
بيل ارين (بالإنجليزية: Bill Warren)‏ هو صحفي وناقد سينمائي أمريكي، ولد في 26 أبريل 1943 في نورث بيند في الولايات المتحدة، وتوفي في 7 أكتوبر 2016 في لوس أنجلوس في الولايات المتحدة.

## وصلات خارجية
- بيل ارين على موقع IMDb (الإنجليزية)
- بيل ارين على موقع قاعدة بيانات الفيلم (الإنجليزية)